# Arquitetura românica na Itália

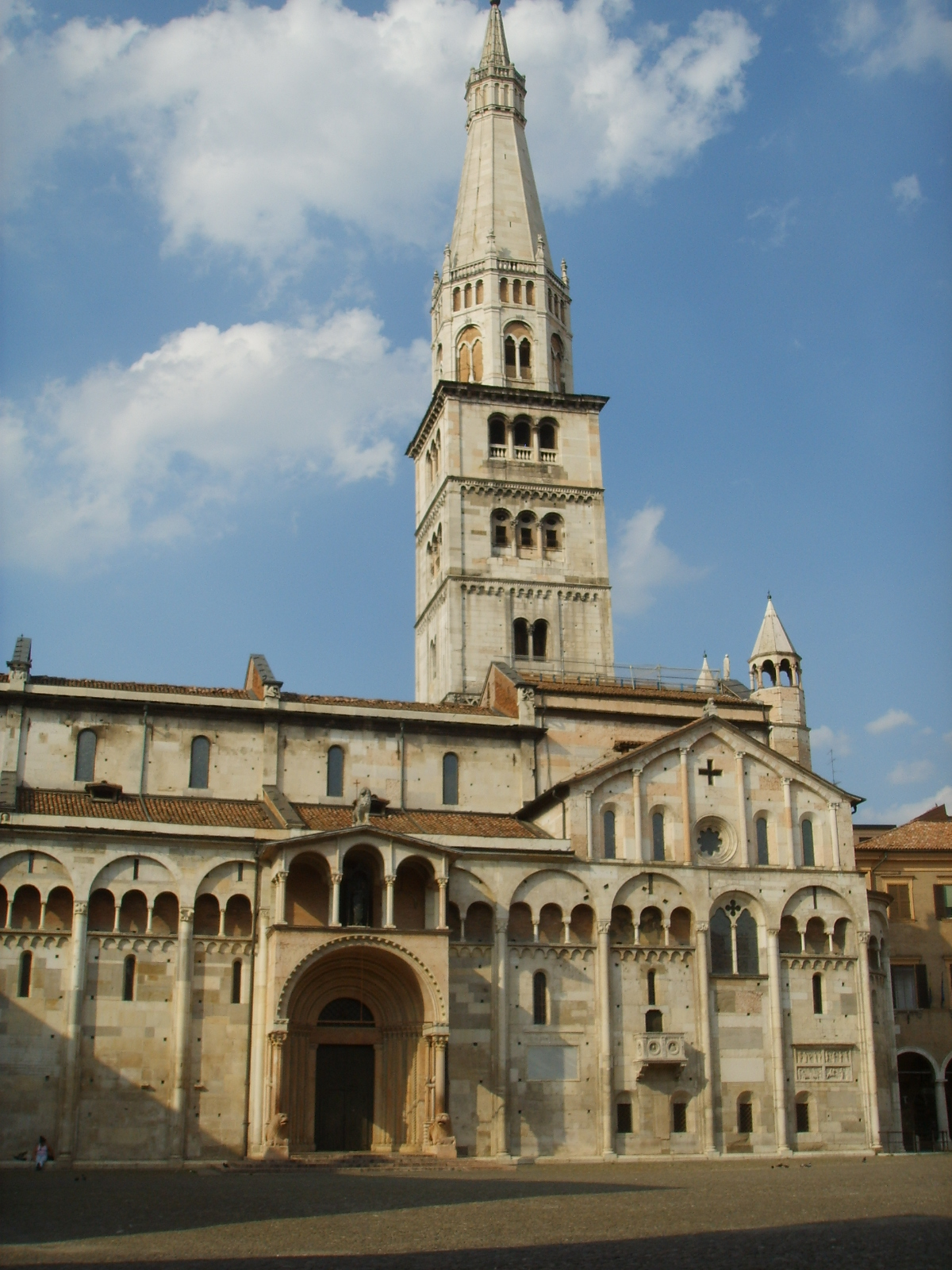
A Catedral de Modena

A arquitectura românica em Itália abrange um período mais vasto de produção arquitectónica do que noutros países europeus, desde os primeiros exemplos em meados do século XI até, em algumas regiões, todo o século XIII.
Desde 2007, o Conselho da Europa promove uma Rota Cultural do Conselho da Europa destinada a valorizar, estudar e promover o património artístico e o conhecimento da arte românica na Europa: Transromanica.

## Variantes regionais
O panorama artístico é muito variado, com estilos regionais “românicos” com características próprias, quer ao nível das tipologias construtivas, quer dos materiais utilizados. A grande variedade é também proporcionada pelos muitos materiais utilizados, que dependiam muito da disponibilidade local, uma vez que as importações eram muito caras. De facto, na Lombardia o material mais utilizado era o tijolo, dada a natureza argilosa do solo, o que não se aplicava em Como, que tinha em vez disso uma grande disponibilidade de pedra; na Toscana por outro lado, não são raros os edifícios em mármore branco Carrara com inserções em mármore verde mármore serpentina; na Puglia foi utilizado o tufo calcário claro. Com exceção do caso da Puglia, a partir de Roma o estilo românico tende a tornar-se mais raro e a misturar-se com características de origem bizantina e árabe.
Algumas áreas principais podem ser identificadas:
- as áreas lombarda e emiliana, que influenciaram uma boa parte do norte de Itália, desde o oeste do Véneto até à Ligúria;
- Veneza, com características peculiares influenciadas pela arquitetura bizantina;
- a área de influência Pisana: norte da Toscânia até Pistoia, Sardenha e Córsega, bem como outras zonas costeiras isoladas;
- o românico florentino ou "proto-renascentista";
- a costa do Adriático de Marche a Molise
- Úmbria e norte do Lácio, encruzilhadas de múltiplas influências;
- Roma;
- a área campana;
- Românico da Puglia;
- Sicília e Calábria, com fortes influências bizantinas e normandas, mas na primeira, também arquitetura árabe.
- Sardenha com influências pisanas, lombardas e sul de França.

## Arquitetura românica lombarda e emiliana

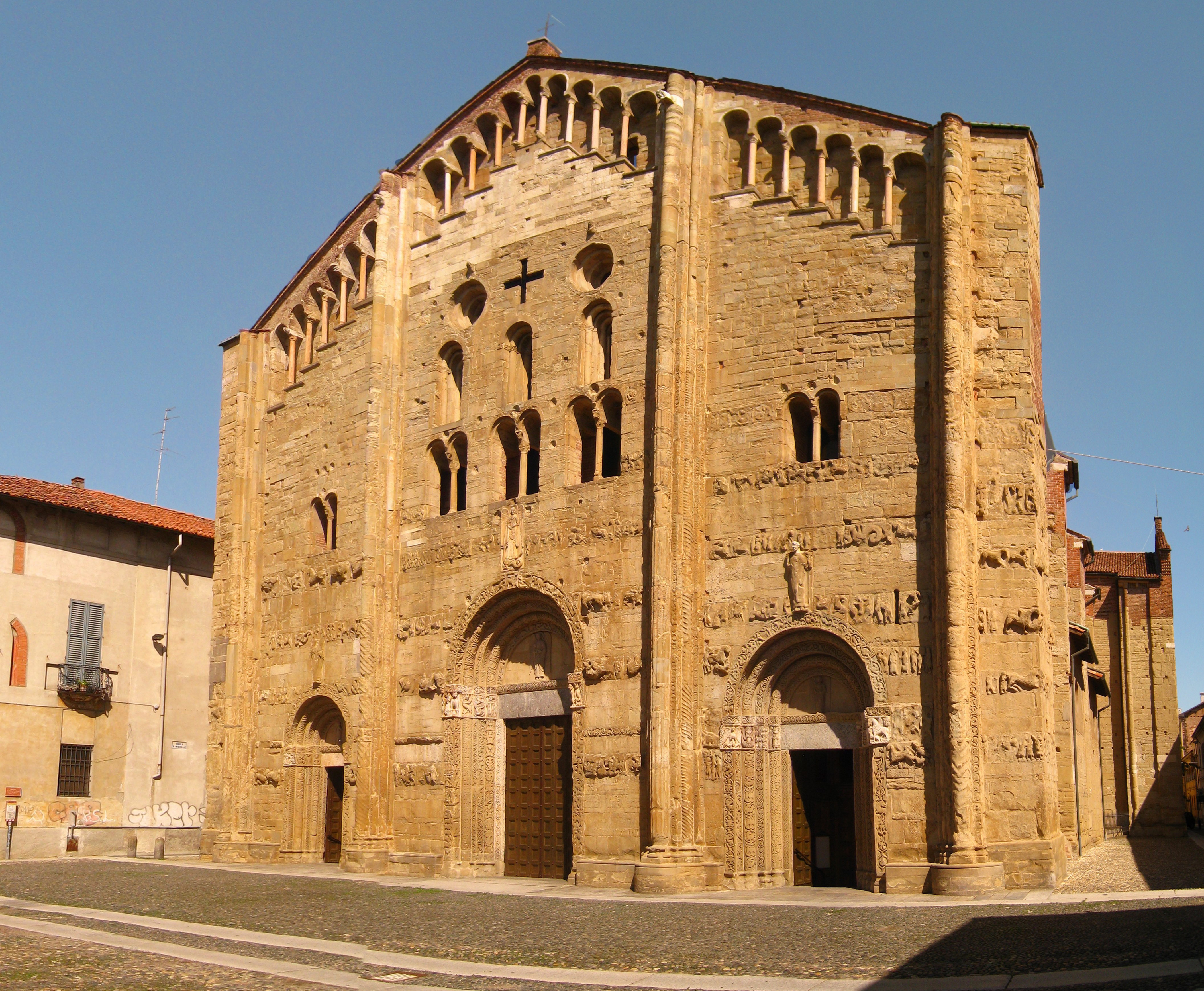
San Michele Maggiore em Pavia

A Lombardia, entendida como uma unidade territorial então maior do que hoje, incluindo a Emilia e outras áreas próximas, foi a primeira região a receber inovações artísticas de além dos Alpes, graças ao movimento, hoje centenário, de artistas lombardos para a Alemanha e vice-versa.
Estas influências foram elaboradas segundo padrões tipicamente italianos, como os oferecidos pelo exemplo inicial da Abadia de Pomposa (do magister Marzulo), consagrada em 1026, com uma torre sineira iniciada pelo Magister Deusdedit em 1063. Existe uma decoração original em dois tons, através do uso de tijolos brancos e vermelhos, e pela primeira vez em Itália a fachada aparece decorada com esculturas, neste caso com baixos-relevos finamente esculpidos e perfurados com vinhas e animais, talvez inspirados nos tecidos sassânidas da Pérsia. A torre sineira é também precoce tanto na tipologia (isolada do corpo da igreja, segundo um modelo que mais tarde se tornou tipicamente italiano) como no estilo das decorações, com bandas lombardas e lesenas que animam a alvenaria, perfurada pela abertura de janelas com arcos gradualmente maiores. Acredita-se que estas características foram importadas do mundo bizantino e arménio.
Mais próximas dos modelos germânicos estão as igrejas de Santa Maria Maggiore em Lomello (1025-1050) e de São Pedro al Monte em Civate (com abside dupla oposta).
Um exemplo antigo importante é a Basílica de Sant'Abbondio em Como, com cinco naves e um telhado de vigas de madeira, onde existe uma torre sineira dupla ao estilo do alemão Westwerk e uma decoração da fachada exterior com arcos cegos e pilastras, bem como uma notável colecção escultórica dos Mestres de Comacini.
Entre o final do século XI e o início do século XII, num estilo românico já maduro, a Basílica de Sant'Ambrogio em Milão foi reconstruída, dotando-a de abobadas de cruzaria nervuradas e de um desenho muito racional, com uma correspondência perfeita entre o desenho da planta e os elementos de elevação. O isolamento estilístico de Sant’Ambrogio não deve ter sido tão pronunciado como é hoje, em comparação com a época da reconstrução, quando houve outros monumentos que se perderam ou foram fortemente adulterados ao longo dos séculos (como a Catedral de Pavia, de Novara, de Vercelli, etc.).
Outros desenvolvimentos são testemunhados pela Basílica de San Michele Maggiore em Pavia, sendo a fachada constituída por um único grande perfil pentagonal com duas vertentes, dividido em três partes por contrafortes de feixe e, na parte superior, decorada por duas galerias simétricas de pequenos arcos em pequenas colunas, que acompanham o perfil do telhado; o forte desenvolvimento ascendente é também sublinhado pela disposição das janelas, concentradas na zona central. O modelo desta igreja foi também retomado nas igrejas de Pavia de São Teodoro e de San Pietro in Ciel d'Oro (consagrada em 1132), e foi desenvolvido na catedral de Parma (finais do século XII-início do século XIII) e na catedral de Piacenza (iniciada em 1206).
A Catedral de Modena é um dos testemunhos mais coerentemente unitários de toda a arquitetura românica que chegou até nós. Fundada em 1099 pelo arquiteto lombardo (talvez de Como) Lanfranco, foi construída em apenas algumas décadas, razão pela qual não apresenta elementos góticos significativos. Com três naves sem transepto e com três absides, era antigamente coberta por treliças de madeira, que foram substituídas por abóbadas de cruzaria apenas no século XV. A fachada inclinada reflete a forma interna das naves e está dividida em três partes por duas imponentes pilastras, enquanto o centro é dominado pelo portal com alpendre de dois pisos (a rosácea e os portais laterais são posteriores). A série contínua de galerias na altura do "matroneu", rodeadas por arcadas cegas, que circundam a catedral inteiramente, cria um efeito de claro-escuro rítmico, muito copiado em edifícios posteriores. De extraordinário valor e importância é a coleção escultórica composta pelos famosos relevos de Wiligelmo e dos seus seguidores. A Basílica de San Zeno em Verona é o exemplo mais direto de derivação da catedral de Modena.
É também digna de nota a Catedral de Fidenza, bem como a Catedral de San Giorgio (Ferrara).
No território original romagnolo, um dos monumentos românicos mais importantes é a Pieve di San Pietro in Messa em Pennabilli, construída no local onde existia um antigo templo romano; a base do atual altar é formada pelo antigo altar da época imperial.
No Piemonte as influências lombardas foram acrescentadas às do românico francês e provençal, como na Sacra di San Michele ou na igreja de São Pedro e Orso em Aosta. Na Ligúria a linguagem estilística lombarda foi ainda mais filtrada e misturada com influências pisãs e bizantinas, como na Catedral de Ventimiglia ou nas igrejas genovesas de Santa Maria di Castello, Igreja de San Donato (Génova) Santa Maria delle Vigne e San Giovanni di Pré, incluindo o mobiliário escultural original.

## Veneza

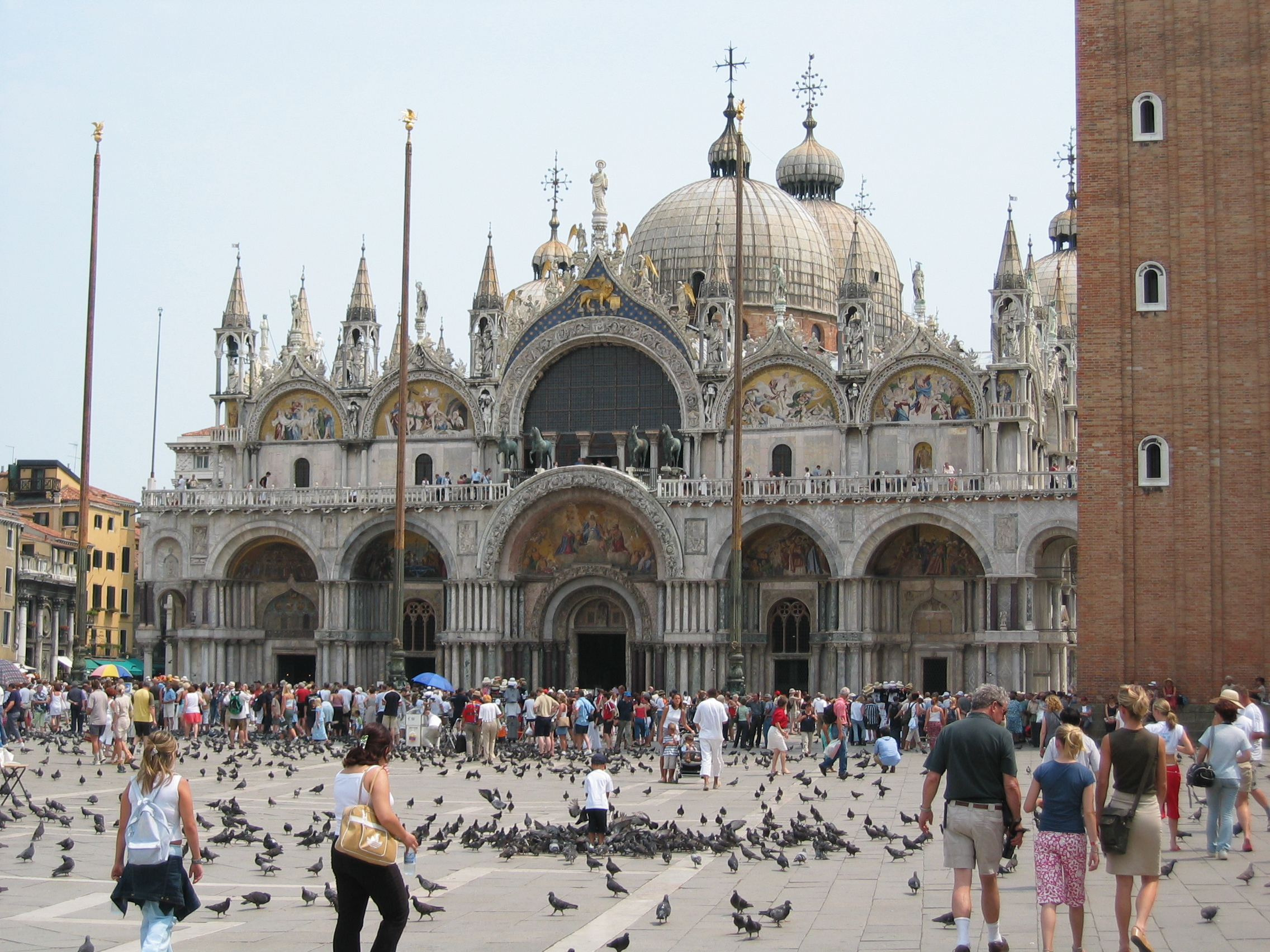
A Basílica de São Marcos, Veneza

Em Veneza a obra-prima arquitetónica deste período foi a construção da Basílica de São Marcos. Iniciada pelo Doge Domenico Contarini em 1063 num edifício preexistente, serviu como capela palatina do Palácio Ducal e não dependia do Patriarca de Veneza. A basílica só pode ser considerada concluída no século XIV, mas, apesar disso, constitui um todo unitário e coerente entre as várias experiências artísticas a que foi sujeita ao longo dos séculos.
A basílica é uma junção quase única da arte bizantina e ocidental. A planta é uma cruz grega com cinco cúpulas distribuídas no centro e ao longo dos eixos da cruz, ligadas por arcos. As naves, três por braço, são divididas por colunatas que fluem em direção aos pilares maciços que suportam as cúpulas; não são construídas como um único bloco de alvenaria, mas são articuladas com quatro pilares e uma pequena cúpula.
Elementos de origem ocidental são, por outro lado, a cripta, que interrompe a repetitividade de uma das cinco unidades espaciais, e o posicionamento do altar não no centro da estrutura (como no martyrion bizantino), mas na área da abside oriental. Por esta razão os braços não são idênticos, mas no eixo este-oeste apresentam a nave central mais larga, criando assim um eixo longitudinal.
principal que dirige o olhar para o altar.
O exterior foi sumptuosamente decorado após a captura de Constantinopla em 1204, com lajes de mármore, colunas policromadas e estátuas retiradas da capital bizantina. Na mesma altura, as cúpulas foram elevadas para serem visíveis do exterior, e a praça com pórticos de São Marcos foi projetada. O interior está coberto de preciosos mosaicos que foram criados ao longo de um período que vai do início do século XI ao século XIII (sem contar com as reformas renascentistas e os acrescentos à fachada nos séculos XVIII e XIX).
O resto do Véneto foi dominado por influências bizantinas que se filtraram por Veneza, mas uma sugestão de estilos lombardos pode ser encontrada nos dois níveis de loggias ao longo da área da abside da igreja dos Santos Maria e Donato em Murano. Verona em vez disso, como foi referido no parágrafo anterior, estava na esfera de influência emiliana.

## Arquitetura românica na área alpina

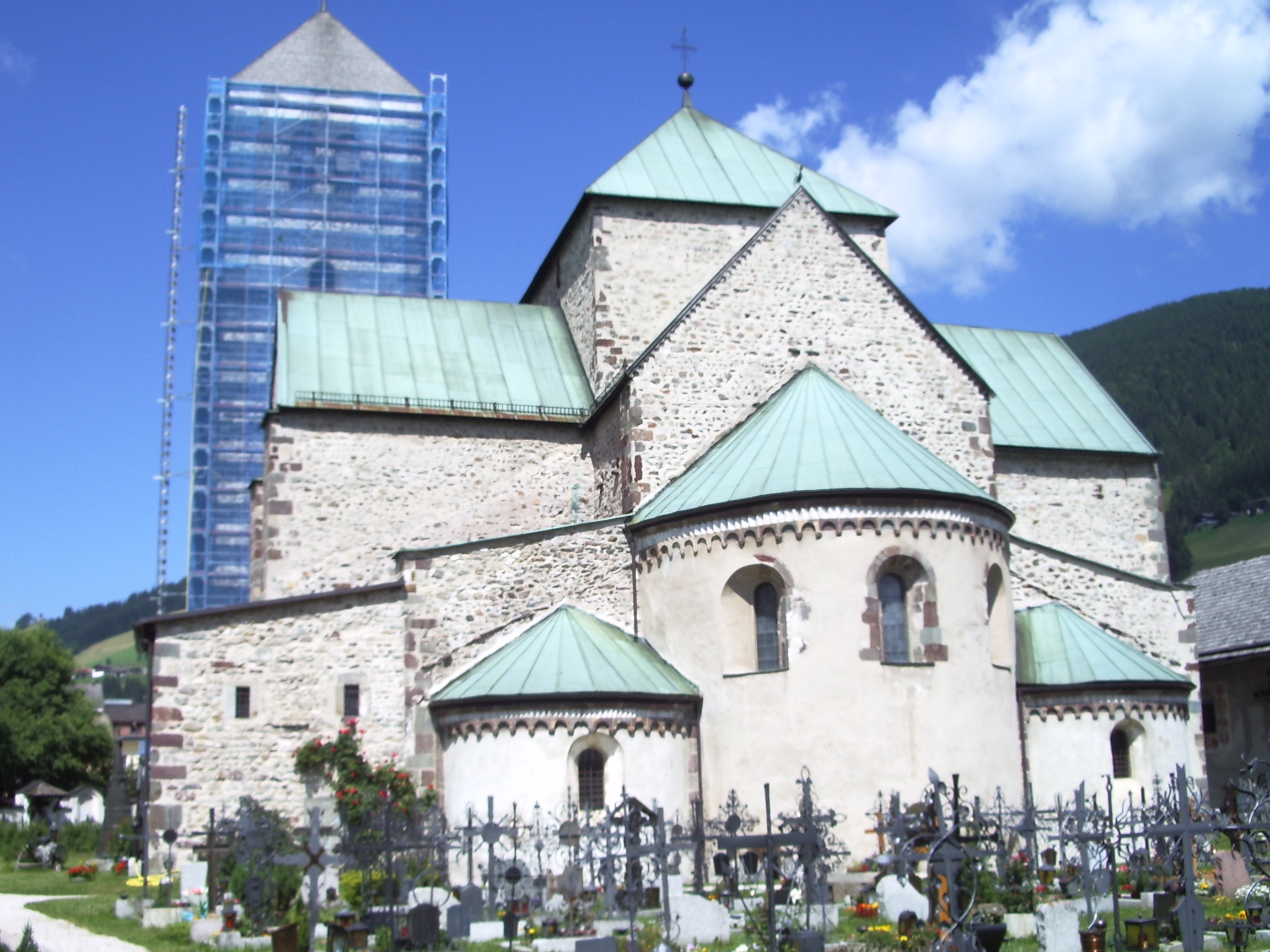
A parte de trás da colegiada de São Candido

Em São Candido existe um importante exemplo de arquitetura românica na área alpina, a colegiada de São Candido, que apresenta, como acontece frequentemente naquelas áreas, elementos derivados de diferentes culturas, estando situada ao longo de um passo onde corria a fronteira geográfica entre a Itália e a área nórdica.

## Arquitetura Românica na Toscânia

### Românico de Pisa

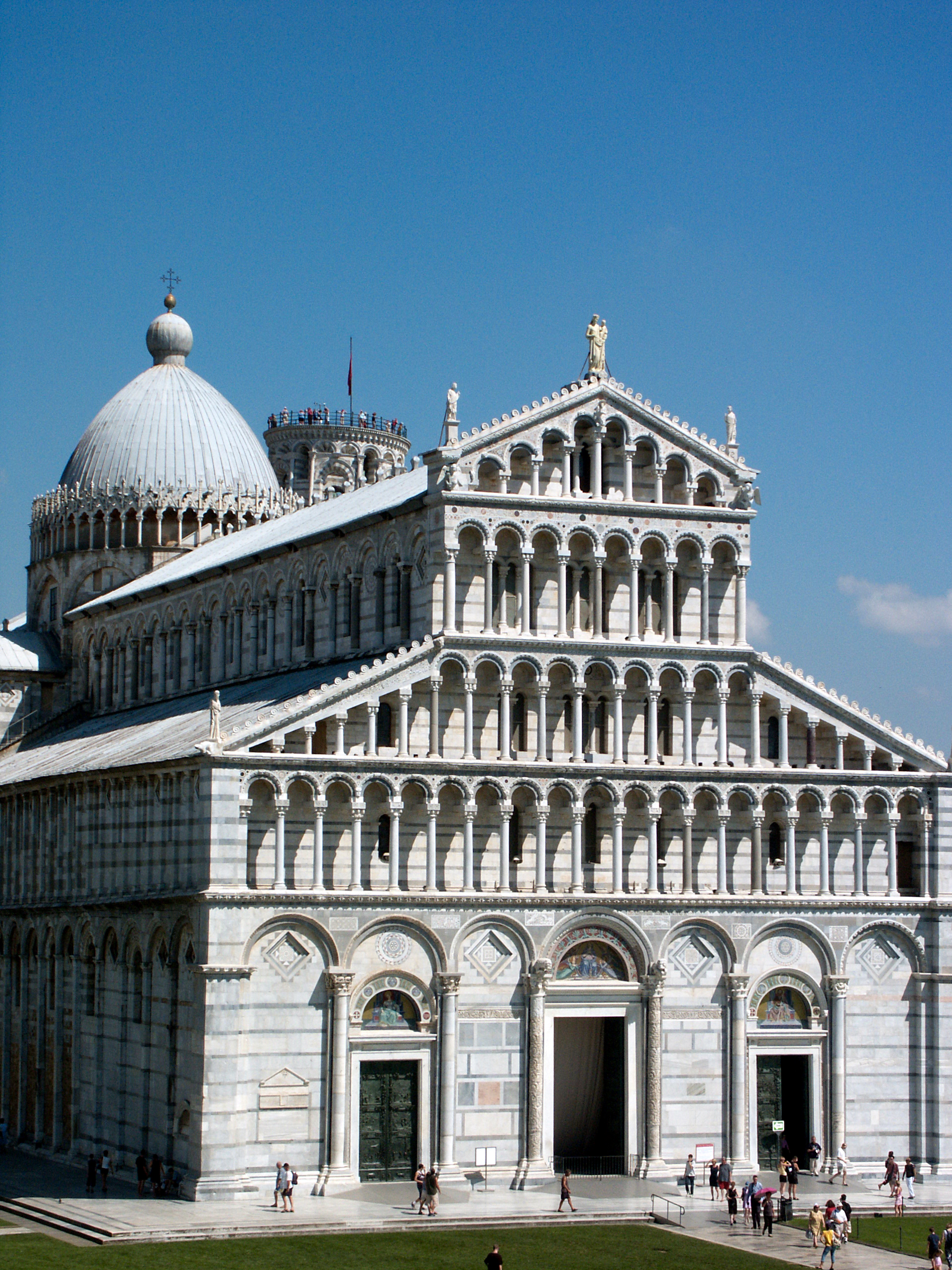
A Catedral de Pisa

O românico de Pisa desenvolveu-se em Pisa na época em que era uma poderosa República Marítima, da segunda metade do século XI à primeira metade do século XIII, e espalhou-se pelos territórios controlados pela República de Pisa (incluindo a Córsega e parte da Sardenha) e por uma faixa do norte da Toscana de Lucca a Pistoia. A natureza marítima do poder pisano e a peculiaridade dos seus elementos estilísticos fizeram com que a difusão do românico pisano se estendesse muito para além da esfera de influência política da cidade. As influências pisanas encontram-se em várias partes da área do Mediterrâneo, como as costas do Adriático (Puglia, Ístria)
A primeira construção foi a Catedral de Pisa, iniciada em 1063-1064 por Buscheto e continuada por Rainaldo, que foi consagrada em 1118. Tal como em Veneza, a arquitectura pisana foi influenciada por Constantinopla e pela arquitectura bizantina em geral, com a qual a República tinha fortes contactos comerciais. Elementos de possível influência bizantina são os matroneus e a cúpula elíptica com uma coroa bulbosa, colocada ao estilo "lombardo" na intersecção dos braços. Mas elementos orientais foram reinterpretados de acordo com um gosto local específico, chegando a formas artísticas de notável originalidade. Por exemplo, o interior com cinco naves e colunatas (anteriormente em forma de cruz grega, ampliado para planta latina por Rainaldo), inspirado na extinta catedral românica de San Martino em Lucca, tem uma espacialidade tipicamente cristã primitiva.

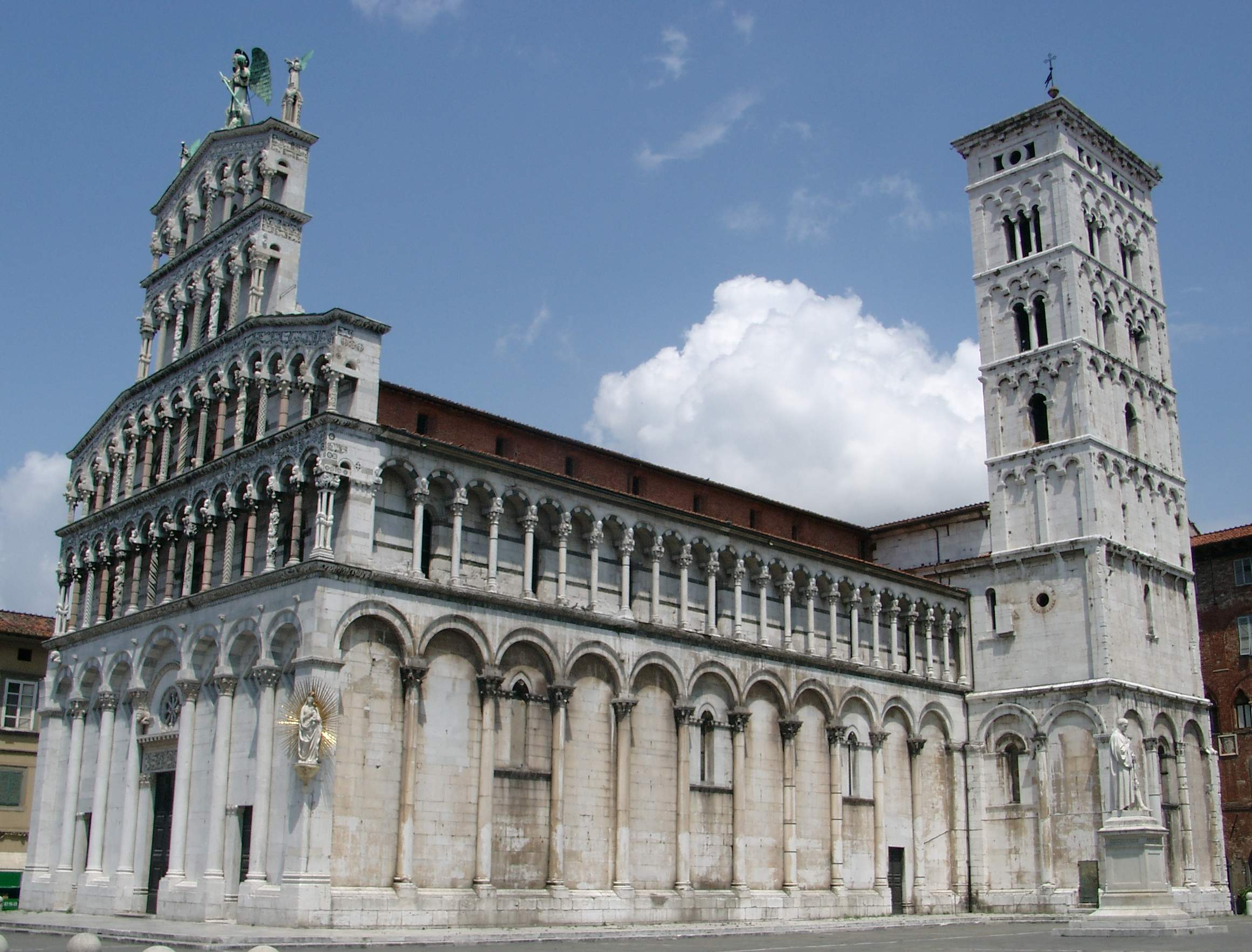
San Michele em Foro, Lucca

Elementos típicos do românico pisano são o uso de galerias suspensas, inspiradas na arquitetura lombarda, mas multiplicadas ao ponto de cobrir fachadas inteiras em diferentes níveis, e de arcadas cegas, o motivo de diamante, uma das características mais reconhecíveis, derivado de modelos islâmicos do Norte de África, e o efeito bicolor com faixas alternadas, derivado de modelos da Espanha muçulmana.
Outras obras-primas em Pisa são a muito famosa Torre (iniciada em 1173), o primeiro anel do Batistério (iniciado em 1153), a igreja de San Paolo a Ripa d’Arno (finais do século XII-início do século XIII), a igreja de San Michele in Borgo.
De Pisa, o novo estilo chegou a Lucca, sobrepondo-se ao estilo românico primitivo de Lucca conservado na Basílica de San Frediano e na Sant'Alessandro Maggiore. A igreja de San Michele in Foro, Santa Maria Forisportam, e a fachada da Catedral de San Martino (concluída em 1205), obra dos artesãos de Guidetto da Como representam uma evolução do estilo pisano em formas ainda mais ricas a nível decorativo, em detrimento da originalidade arquitetónica.
Em Pistoia o uso de mármore verde de Prato combinado em faixas alternadas com mármore branco criou vibrantes efeitos de dois tons (igreja de San Giovanni Fuorcivitas, século XII) como na catedral de Prato.
Para além da direção leste, a influência do românico pisano seguiu também uma direção sul (Catedral de Volterra, Catedral de Massa Marittima) assumindo características parcialmente autónomas que levaram a falar do românico de Volterra.
Dezenas de pievi espalhados pelo campo seguem o estilo pisano, declinando-o em muitas variações e adaptando-o à disponibilidade económica variável das populações do campo. Entre elas, destaca-se a igreja paroquial de Santa Maria Assunta in Chianni.
Na Sardenha as influências da arquitetura pisana são visíveis em vários edifícios, bem como na Ligúria e na Córsega. A influência do românico pisano chegou também à Puglia e daí também à Dalmácia.

### Românico em Florença

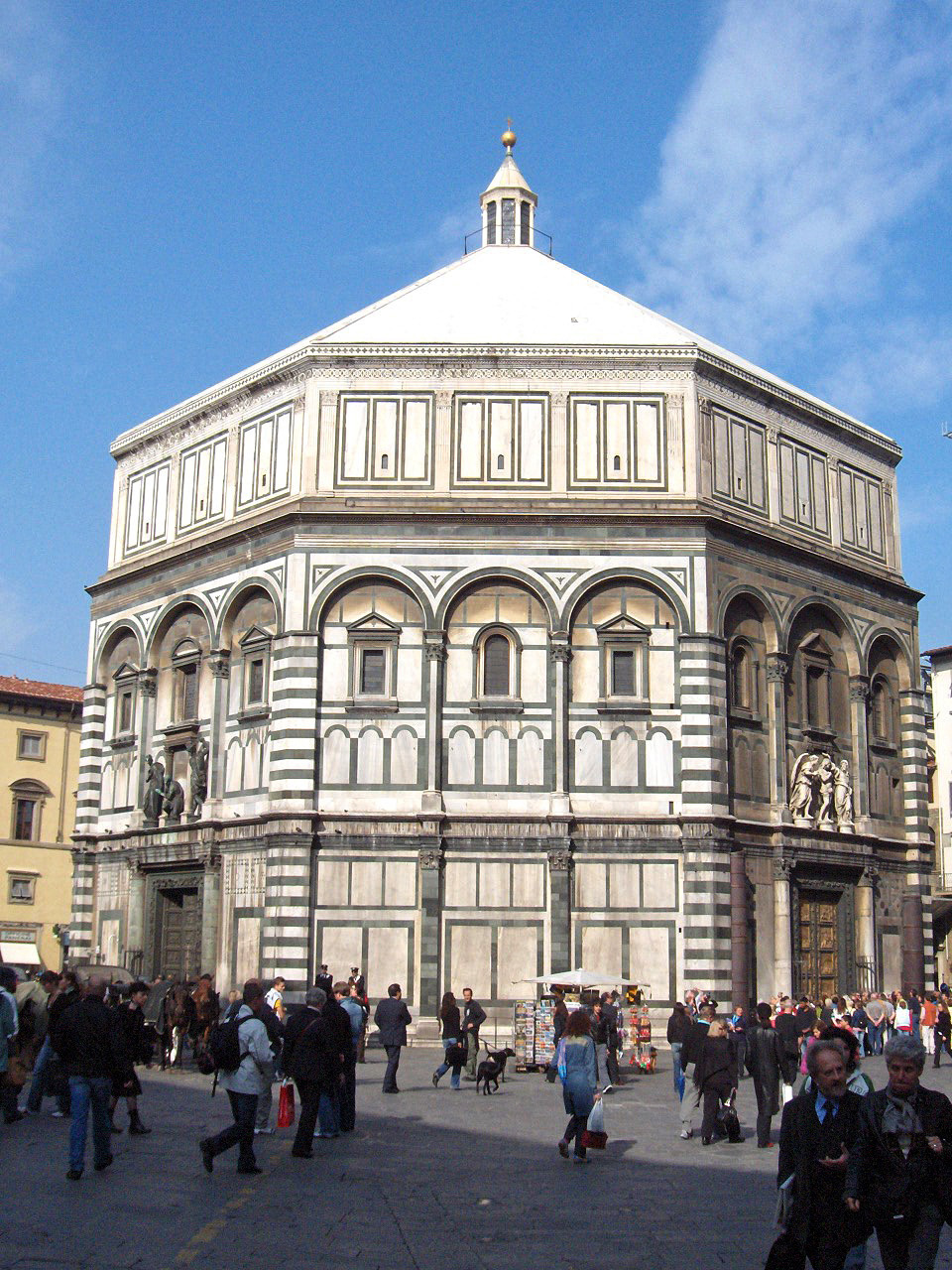
Baptistério de San Giovanni, Florença

Em Florença entre os séculos XI e XII foram utilizados alguns elementos comuns ao românico pisano, mas com um cunho muito diferente, caracterizado por uma serena harmonia geométrica que faz lembrar obras antigas. O sentido de ritmo na varredura dos volumes exteriores é evidente no Battistero di San Giovanni, através do uso de painéis, pilastras clássicas, arcos redondos cegos, etc. seguindo um padrão modular preciso que se repete nos oito lados. A datação do batistério é debatida há muito tempo (edifício romano transformado em basílica? edifício cristão primitivo? edifício românico?), também devido à escassez de documentação. Após escavações arqueológicas realizadas depois de 2000, verificou-se que as fundações se encontram dois metros acima do nível do pavimento romano, pelo que se pode deduzir que o edifício não foi construído antes do século IX. O revestimento interior em mármore policromado, fortemente inspirado no Panteão de Roma, foi, no entanto, concluído no início do século XII (os mosaicos do pavimento estão datados de 1209 e os da scarsella 1218), enquanto a primeira fase do revestimento exterior deverá remontar aproximadamente ao mesmo período.
Outros exemplos do estilo florentino renovado são a basílica de San Miniato al Monte (iniciada em 1013 e gradualmente concluída até ao século XIII), que apresenta uma escansão racionalmente ordenada da fachada bicolor e uma estrutura rigorosa inspirada no românico lombardo (tribuna). A pequena San Salvatore al Vescovo, a colegiada de Sant'Andrea em Empoli e o revestimento incompleto da fachada da Badia Fiesolana, juntamente com um número modesto de igrejas paroquiais e igrejas mais pequenas, completam o quadro.
O estilo florentino não teve a difusão do românico pisano ou lombardo, no entanto a sua influência foi determinante para os desenvolvimentos posteriores da arquitetura, pois constituiu a base da qual se basearam Francesco Talenti, Leon Battista Alberti, Filippo Brunelleschi. A igreja dos Santos Apóstolos é um exemplo claro disto mesmo; aliás, pela sua espacialidade, anuncia, como observou Vasari, temas renascentistas. Por esta razão, no caso do românico florentino, podemos falar de um "proto-renascimento", mas, ao mesmo tempo, de um desdobramento extremo da tradição arquitectónica tardo-antiga. As dificuldades em datar o Baptistério surgem precisamente da procura de um ideal "clássico" situado fora do tempo, à semelhança do que acontece com outros monumentos medievais italianos de forte cunho clássico, como a igreja de Sant'Alessandro em Lucca ou a basílica de San Salvatore em Spoleto com o vizinho Tempietto del Clitunno.

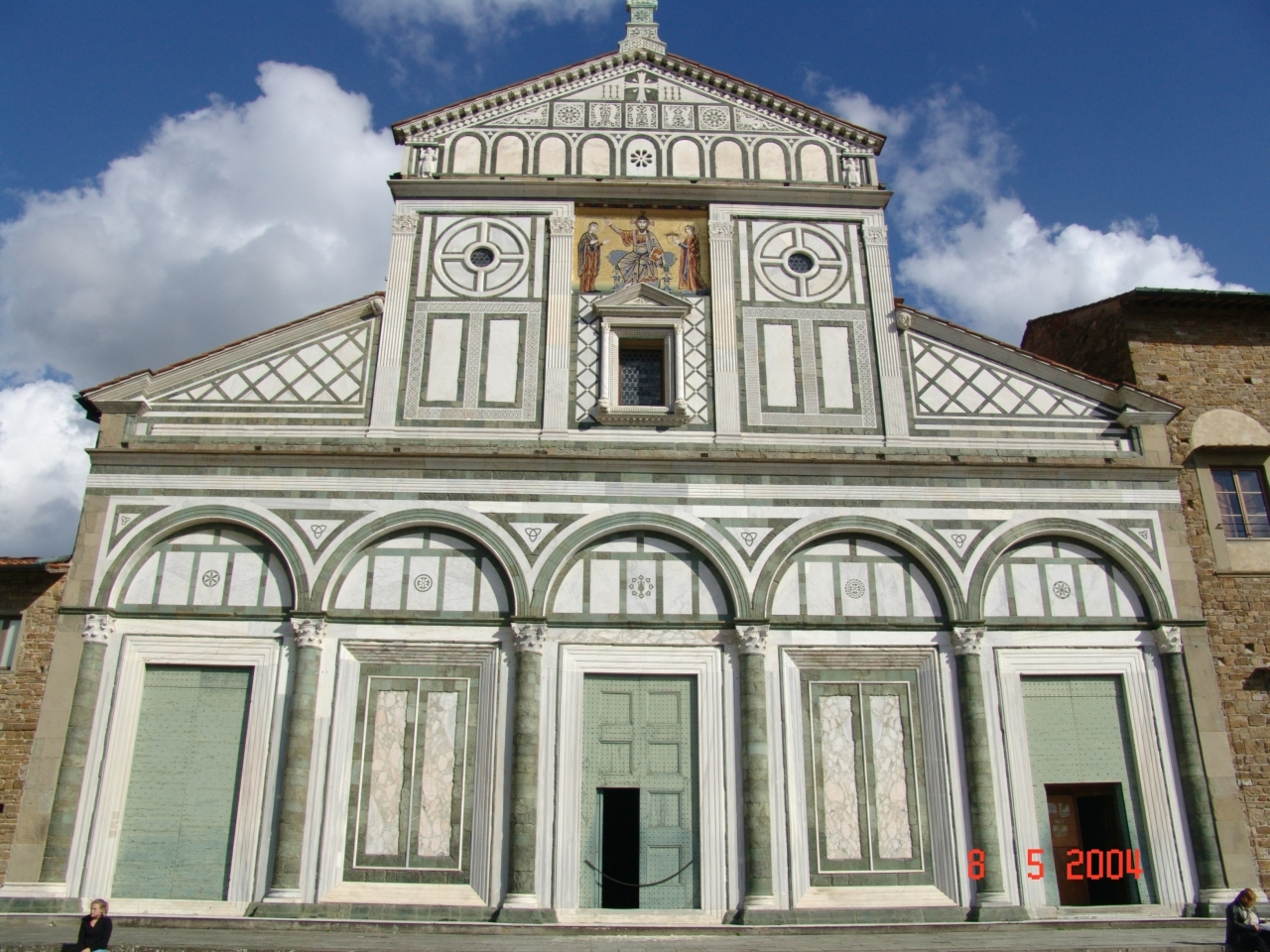
A fachada de San Miniato al Monte, Florença
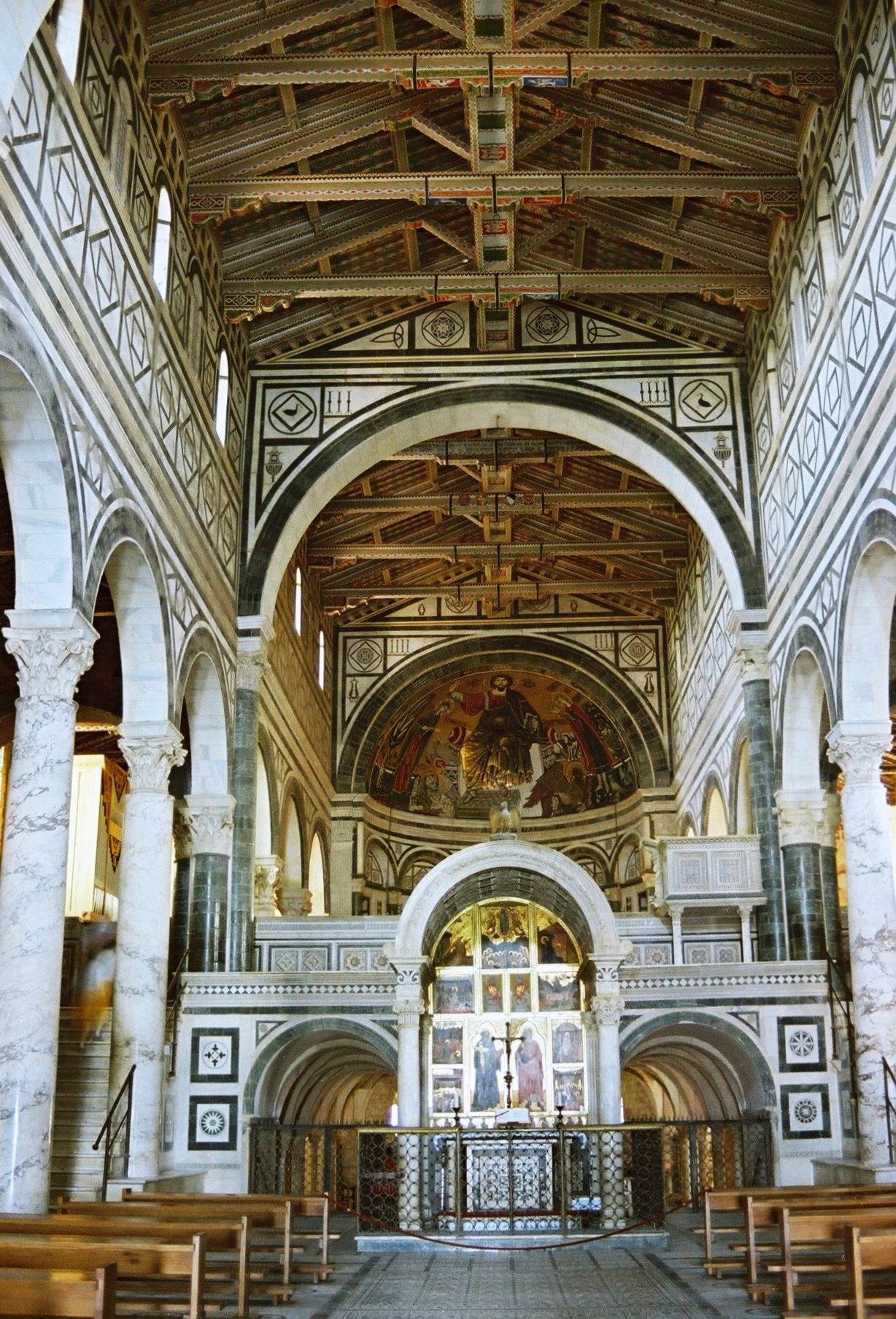
Interior de San Miniato
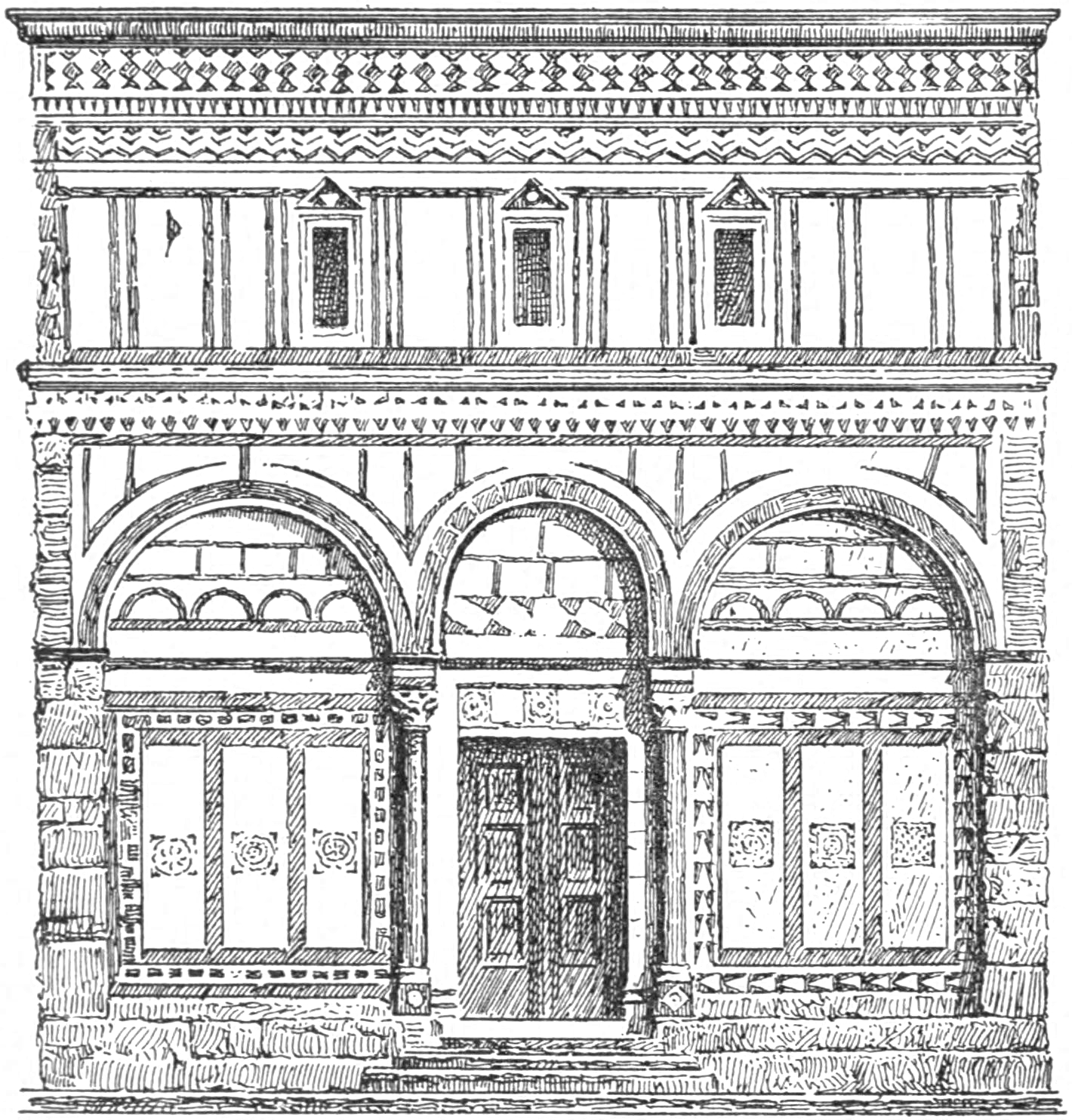
abadia Fiesolana, Fiesole
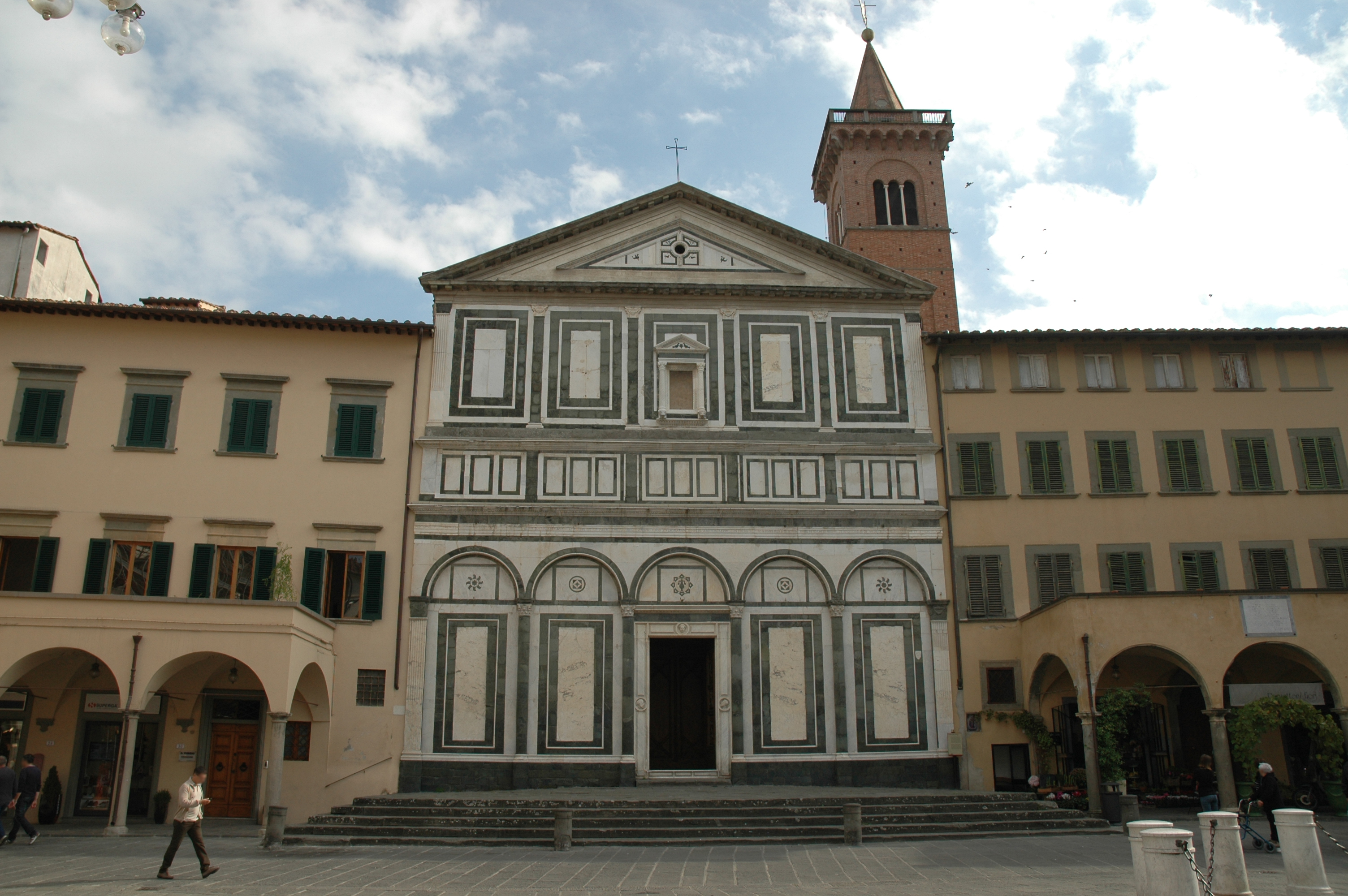
A Igreja Colegial de Empoli

### O resto da Toscânia
Fora da influência cultural das principais cidades, a Toscânia é extraordinariamente rica em inúmeras igrejas românicas localizadas principalmente em zonas rurais.
Muitas são de origem monástica e devem-se à presença de várias ordens, antigas como a Beneditino ou de nova origem (reformada) como a Congregação Cluniacense ou as da Camaldulense e da Vallombrosana. Devido ao carácter supranacional das ordens monásticas, estas são também ricas em influências transmontanas ou, em todo o caso, não toscanas. Entre estas, a Abadia de Sant'Antimo (meados do século XII) faz parte de uma pequena classe de igrejas italianas inspiradas em modelos franceses, com naves de ritmo forçado (simples alternância de coluna e pilar), um presbitério com colunas e um deambulatório com capelas radiais. A enorme difusão deste tipo em França (centenas de exemplares, a maioria alinhados ao longo das rotas de peregrinação) dificulta a identificação de uma linhagem direta.
Típica das igrejas de origem monástica, geralmente de uma só nave, é a presença de criptas como por exemplo na Abadia de Farneta em Cortona e na Abadia de San Salvatore no Monte Amiata, que ainda apresenta o motivo nórdico da fachada entre duas torres.
Muitos dos centros monásticos tinham a função de hospitium, ou seja, centros de recepção para peregrinos e viajantes em geral, localizados não só ao longo da Via Francigena, mas também ao longo de inúmeras outras rotas no sentido norte-sul, como as igrejas situadas em Montalbano (San Giusto, San Martino in Campo), ou as que se dirigiam para os vários passos dos Apeninos (San Salvatore in Agna, Badia di Montepiano).
No entanto, muitas das igrejas rurais são, na realidade, pievi, centros religiosos de territórios caracterizados por povoamentos dispersos e, por isso, situadas, ainda hoje, isoladas na paisagem agrícola e não inseridas em centros habitados. As igrejas paroquiais rurais, tendo de garantir uma maior capacidade, têm muitas vezes três naves e três absides e são mais influenciadas pelas escolas artísticas das cidades próximas, mesmo que não estejam isentas de influências lombardas, devido aos trabalhadores itinerantes do Vale do Pó, como a pieve di Monterappoli que é a primeira de uma série de igrejas na Valdelsa e como a Pieve di San Leonardo em Artimino, a Pieve di San Pietro in Romena, a Pieve di San Pietro em Gropina.